# The Outsiders (Fernsehserie, 1990)
The Outsiders ist der Titel einer US-amerikanischen Fernsehserie aus dem Jahr 1990 der Regisseure Sharron Miller und Alan Shapiro, die von Fox Broadcasting Company produziert wurde. Unterstützung bekamen sie dabei von Fred Roos und Francis Ford Coppola als „executive producers“; Coppola führte beim Prequelfilm Die Outsider aus dem Jahr 1983, der wiederum eine Filmadaption des Buches Die Outsider aus dem Jahr 1967 ist, die Regie.

## Handlung
Die Serie beginnt mit der Schlussszene des Films, in der Dallas Winston von der Polizei wegrennt, gestellt und erschossen wird. Daraufhin beginnt die Handlung der Serie mit der Beerdigung Winstons und der Verstellung der komplett neuen Besetzung der Figuren. Handlungsort ist weiterhin in der Stadt Tulsa in Oklahoma in den 1960ern und die Handlung dreht sich um die drei Waisenbrüder Ponyboy, Sodapop und Darrel, genannt Darry, Curtis. Weiterhin gibt es die Auseinandersetzungen zwischen den Greaser (engl.: grease = ‚Fett‘; damit ist die Pomade gemeint, die sie sich in die Haare schmieren), die in der ärmeren Gegend der Eastside der Stadt Tulsa leben und zu denen die Curtis gehören, und ihren Gegenspielern/Feinden, den Socs (Socials), die in der reicheren Gegend der Westside leben. Durch die sozialen Unterschiede und persönlichen Feindschaften kommt es zu Auseinandersetzungen zwischen den Greasern und den Socs.
Als Drohungszenario schwebt über den Curtis-Brüder die Ankündigung des Sozialarbeiters, dass Ponyboy und Sodapop bei der nächsten Straffälligkeit oder dass die häusliche Umgebung ungeeignet ist, in ein Pflegeheime kommen und somit ihrem großen Bruder, der das Sorgerecht hat, entzogen werden. Neu eingeführt werden die Figuren der Belinda Jenkis, ein Mädchen, das Ponyboy in der Schule kennengelernt und die beiden werden Freunde, und die des Tim Shephard, einer Nebenfigur aus dem Roman. Jede Episode enthält mehrere Handlungen, von denen sich einige überschneiden.

## Hintergrund
Am 6. März 1989 berichtete der San Francisco Chronicle über eine Sequelserie und der Houston Chronicle, dass die Serie ab September desselben Jahres im Wochenrhythmus ausgestrahlt würde, in eine Zeit, in der Fox ihr Programm auf die zuschauerintensiven Monday Nights ausdehnen wollte.
Die am 25. März 1990 ausgestrahlte 90-minütige Pilotfolge erreichte 14,1 Millionen Zuschauer und ein Nielsen Rating von 9.3/16 (nach einem 11.1/18 in den kurz zuvor ermittelten „preliminary overnight Nielsen ratings“, die einen Indikator darstellen sollen, und sie damals zur bestbewerteten Serie in der Kategorie Drama für FOX machte). Die Serie fiel in der Folge jedoch sehr stark ab (von 5.0/10 in Episode 2 über 4.7/8 und 4.3/9 … auf ein Rating von durchschnittlich 5 auf die gesamte Staffel betrachtet) und FOX entschied sich bereits nach der achten ausgestrahlten Episode, die Serienproduktion zu beenden; die weiteren, bereits produzierten, fünf Episoden wurden nach einer zweiwöchigen Pause im Zweiwochenrhythmus ausgestrahlt (bzw. dreiwöchiger Ausstrahlungspause zwischen zehnter und elfter Episode), so dass die Serie am 22. Juli 1990 mit der 13. Episode endete.
Im Gegensatz zum sehr erfolgreichen Film aus dem Jahr 1983, der zudem vielen Schauspielern ein Sprungbrett für ihre Schauspielkarriere war, war die Serie ein Flop und ist selbst unter Fans des Films und/oder des Buches unbekannt, so dass oftmals fälschlicherweise zu lesen ist, Leonardo DiCaprio habe sich für die Rolle des Ponyboy Curtis im Film aus dem Jahre 1983 vorgesprochen; DiCaprio wurde 1983 neun Jahre alt.